# یندژیوف نووه
یندژیوف نووه (به لاتین: Jędrzejów Nowy) یک روستا در لهستان است که در گمینا یاکوبوو واقع شده‌است. یندژیوف نووه ۴۰ نفر جمعیت دارد.